# 錫拉羅河

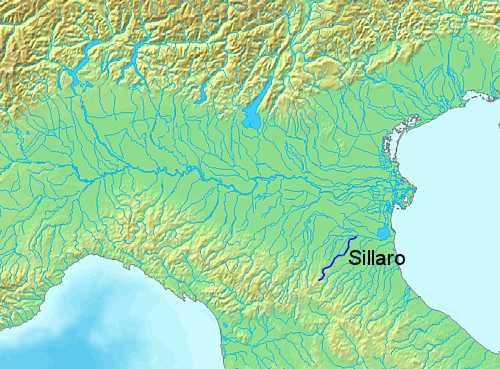

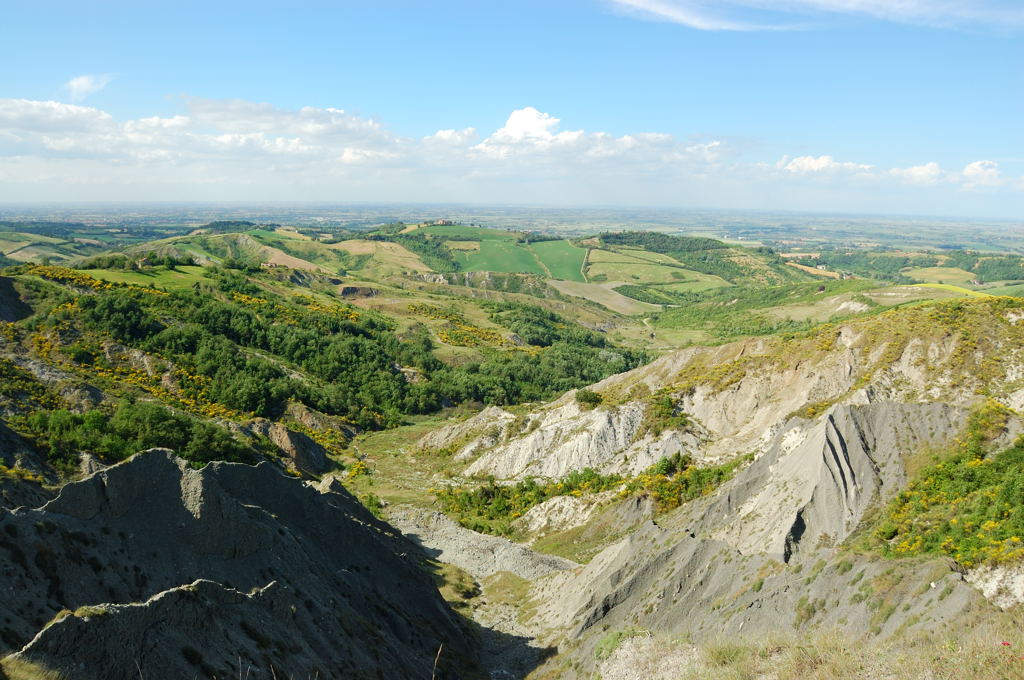

錫拉羅河是意大利的河流，屬於雷諾河的支流，流經托斯卡尼和艾米利亞-羅馬涅，河道全長66公里，流域面積約300平方公里，平均流量每秒4立方米。
44°34′43″N 11°52′17″E / 44.5786°N 11.8714°E